# Steve Park
Steve Park (Brooklyn (New York), 18 februari 1951) is een Amerikaans acteur en stand-upcomedian. Hij is voornamelijk bekend geworden als Mike Yanagita in Fargo (1996) en als Nescaffier in The French Dispatch (2021).

## Biografie
Park is de zoon van Koreaanse immigranten. Hij begon zijn carrière als stand-upcomedian, maar richtte zich later op acteren.
Park debuteerde in Do the Right Thing (1989) van regisseur Spike Lee. Hij heeft hierna in meer dan vijftig films en tv-series gespeeld.